# Imam al-Mazari
Muhammad b. ʿAlī al-Māzarī (Mazara del Vallo, 1061 – Mahdia, 1141) è stato un giurista e imam arabo-siciliano.

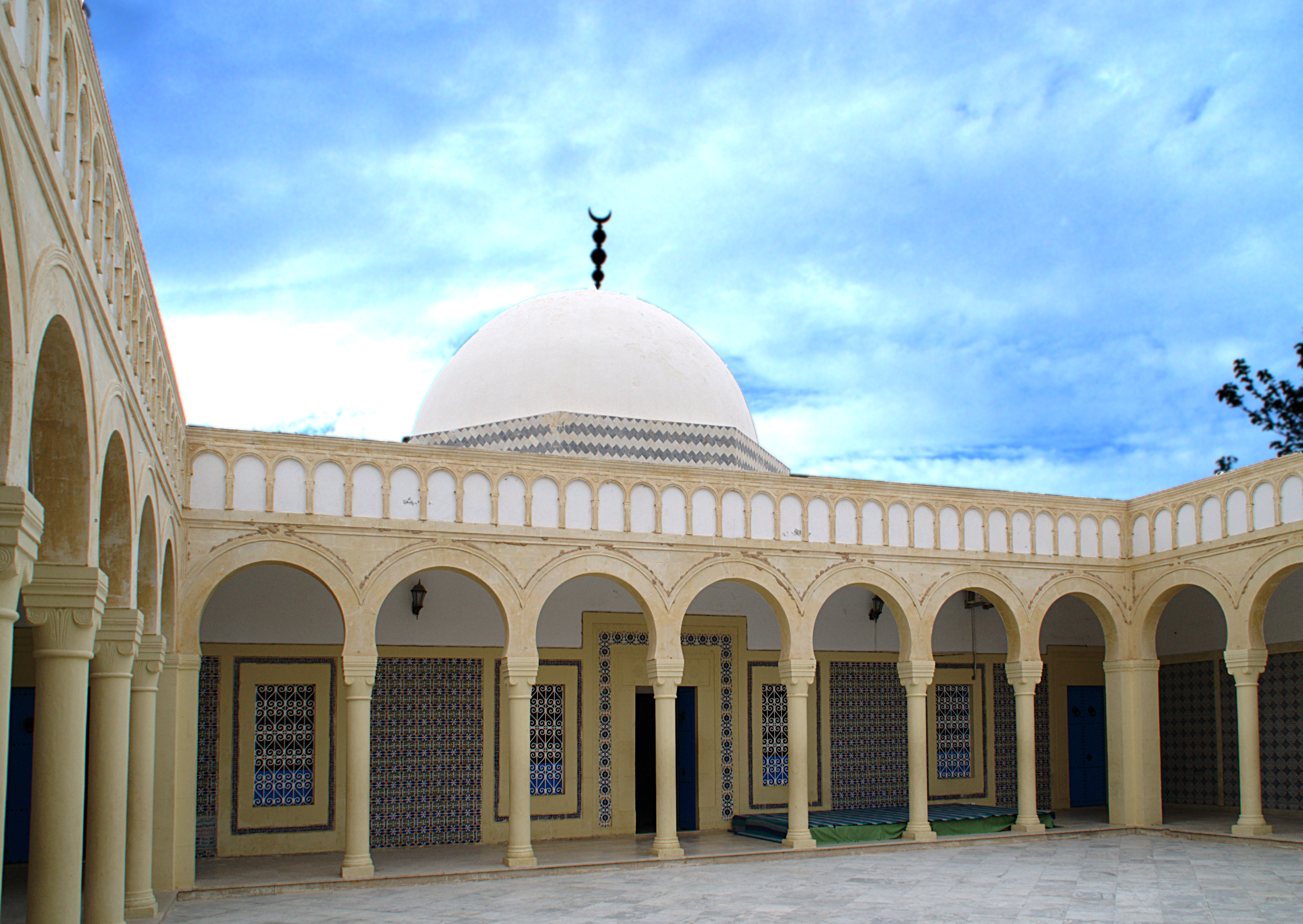
Mausoleo di Imam Mezri, Monastir

Abū ʿAbd Allāh Muhammad b. ʿAlī b. ʿUmar al-Māzarī (in arabo أبو عبد الله محمد بن علي بن عمر بن محمد التَّميمي المازَري‎?) fu un apprezzato giureconsulto musulmano (faqih) siciliano, appartenente alla scuola giuridica malikita.
Studiò fiqh a Sfax sotto la guida di al-Lakhmī (m. 1085) e a Sūsa con Ibn al-Ṣāʾigh.
Spirito colto e poeta di buona qualità, Muhammad al-Māzarī è noto per una fatwā con la quale si autorizzavano i musulmani che vivevano sotto dominazione non musulmana a rimanere a vivere in Dār al-ḥarb, a condizione che fosse loro garantito vivere in base alla propria legge, pur se assoggettati al pagamento di imposte e alla lealtà politica verso il signore non musulmano (condizioni queste del tutto coerenti con lo statuto della dhimma imposto dall'Islam ai non musulmani).

Nel caso concreto si autorizzavano i musulmani a non lasciare la terra di Sicilia, dominata a quell'epoca dai Normanni.